# Університет Нью-Гемпшира
Університет Нью-Гемпшира (англ. University of New Hampshire) — державний університет та дослідницький центр, що входить до університетської системи Нью-Гемпширу, США. Основний кампус розміщено в Даремі, Нью-Гемпшир, додатковий — в Манчестері, Нью-Гемпшир. З 15 тисячами студентів університет є найбільшим у штаті. А також одним з дев'яти університетів-одержувачів земельних, морських та аерокосмічних грантів. З 1 липня 2007 року Марк Хаддлстон став 19-м президентом університету.

## Історія
В 1866 році в Гановері, Нью-Гемпшир, був заснований попередник університету — Нью-Гемпширський коледж сільського господарства та механіки, в асоціації з Дартмутським коледжем. Через деякий час житель Дарема Бенджамін Томпсон заповів свою ферму та інший спадок штату для створення сільськогосподарського коледжу. 30 січня 1890 Бенджамін Томпсон помер, а його заповіт було опубліковано. 5 березня 1891 губернатор штату Хайрам Амерікус Таттл підписав акт прийому спадщини Томпсона. 10 квітня 1891 губернатор Таттл підписав білль, що приписує Нью-Гемпширскому коледжу переїхати в Дарем.
В 1892 році рада піклувальників найняла Чарльза Еліота для створення плану перших п'яти корпусів кампусу: Томпсона, Конанта, Несміф, Хьюїт Шопс та Дейр Барн. Еліот відвідав Дарем і працював там над планом близько трьох місяців. Студенти 1892 року були схвильовані в очікуванні переїзду в Дарем, оскільки їм потрібно було розпочати заняття в недобудованому сараї кампуса Дарем. 18 квітня 1892 рада піклувальників проголосувала за те, щоб «дозволити факультету вжити всіх заходів для збору та перевезення майна коледжу з Гановера в Дарем». Студенти 1893 року почали свої заняття в недобудованому Томпсон Холі, центральному будинку кампусу в неороманському стилі, побудованому відомою архітектурною фірмою Dow & Randlett з Конкорда.

## Факультети
До складу університету входять сім коледжів та постдипломні програми, що пропонують близько 2000 курсів зі 100 напрямків:
- Коледж інженерних та фізичних наук (CEPS)
- Коледж вільних мистецтв (COLA)
- Коледж біології та сільського господарства (COLSA)
- Томпсоновська школа прикладних наук (TSAS)
- Коледж охорони здоров'я та соціальної роботи (CHHS)
- Віттеморская школа бізнесу та економіки (WSBE)
- Університет Нью-Гемпшира в Манчестері (UNHM)
- Юридична школа Університету Нью-Гемпшира

Університет є членом регіональної студентської програми Нової Англії при Раді Нової Англії з вищої освіти, в рамках якої, державні університети та коледжі пропонують ряд освітніх програм для студентів з інших штатів Нової Англії.
Томпсоновська школа прикладних наук (TSAS), що була заснована в 1895 році, проводить дворічне навчання на середні технічні спеціальності в прикладних науках по семи програмами: прикладна ветеринарія, прикладне бізнес-адміністрування, цивільні технології, муніципальне управління, управління громадським харчуванням, лісові технології і садівничі технології.
Близькість університету до атлантичного узбережжя надає прекрасні можливості для програм по біології океану та океанології. Навчальні корпуси за даними програмами включають Джексонівську естуріарну лабораторію в Адамс-Пойнт в Даремі та Шолську морську лабораторію, що співпрацює з Університетом Корнелла на острові Аппледор архіпелагу Шолс.

## Галерея

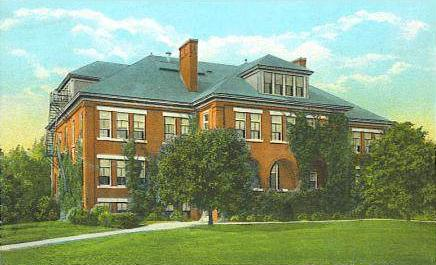
Моррілл Холл, 1920
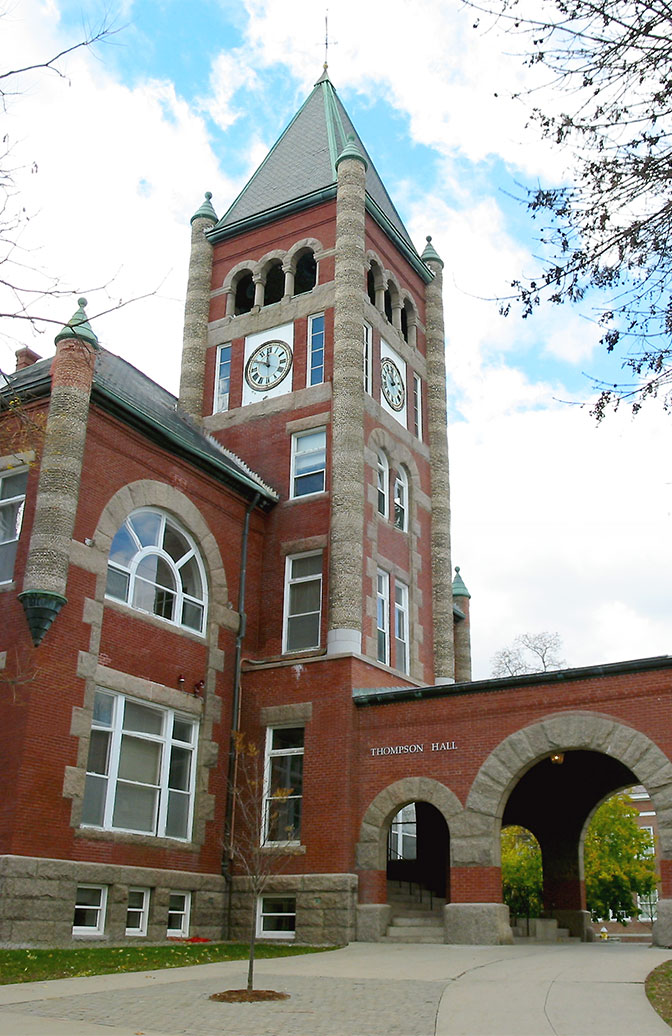
Томпсон Холл, побудований в 1892 р.
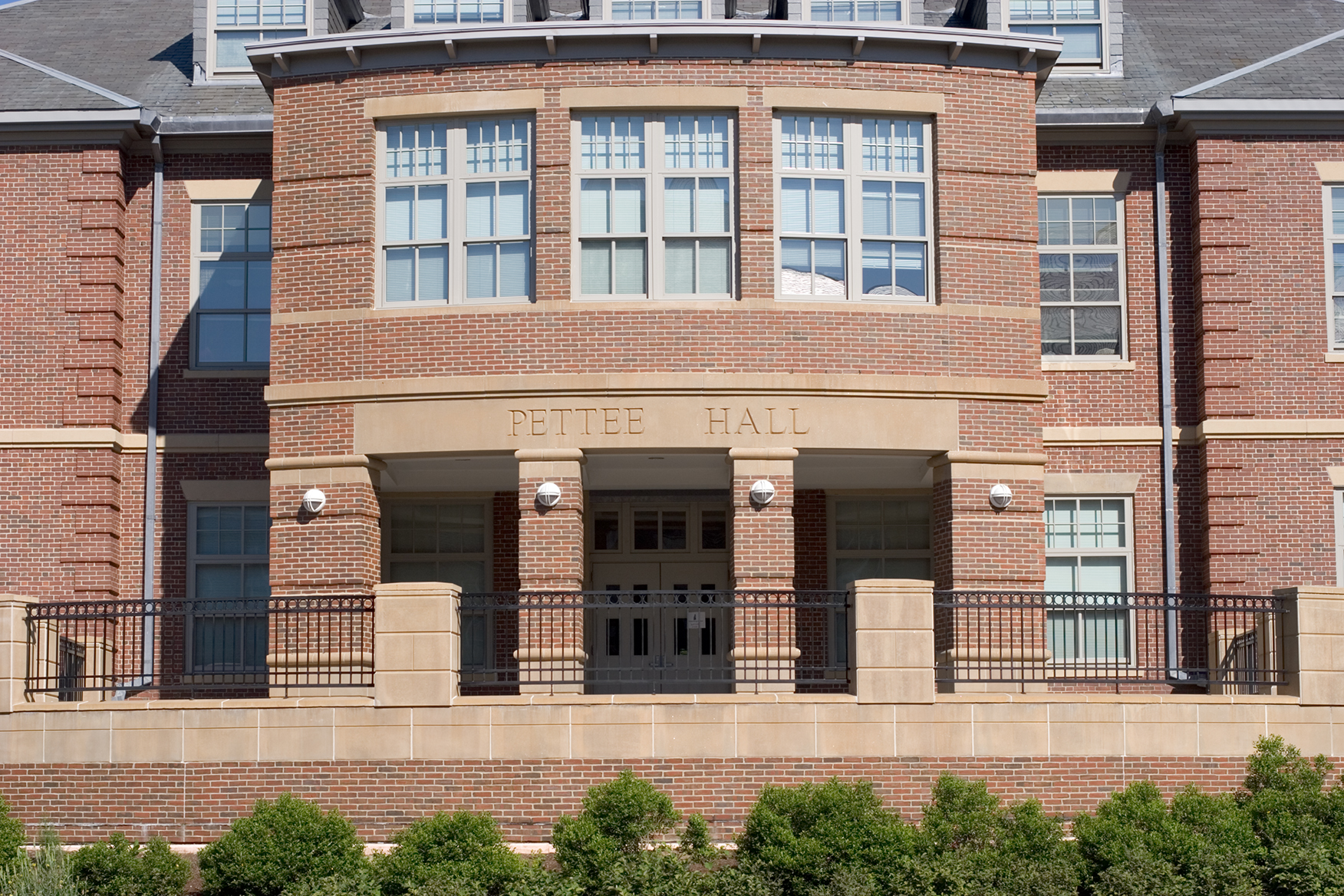
Піті Холл, побудований в 2005 р.
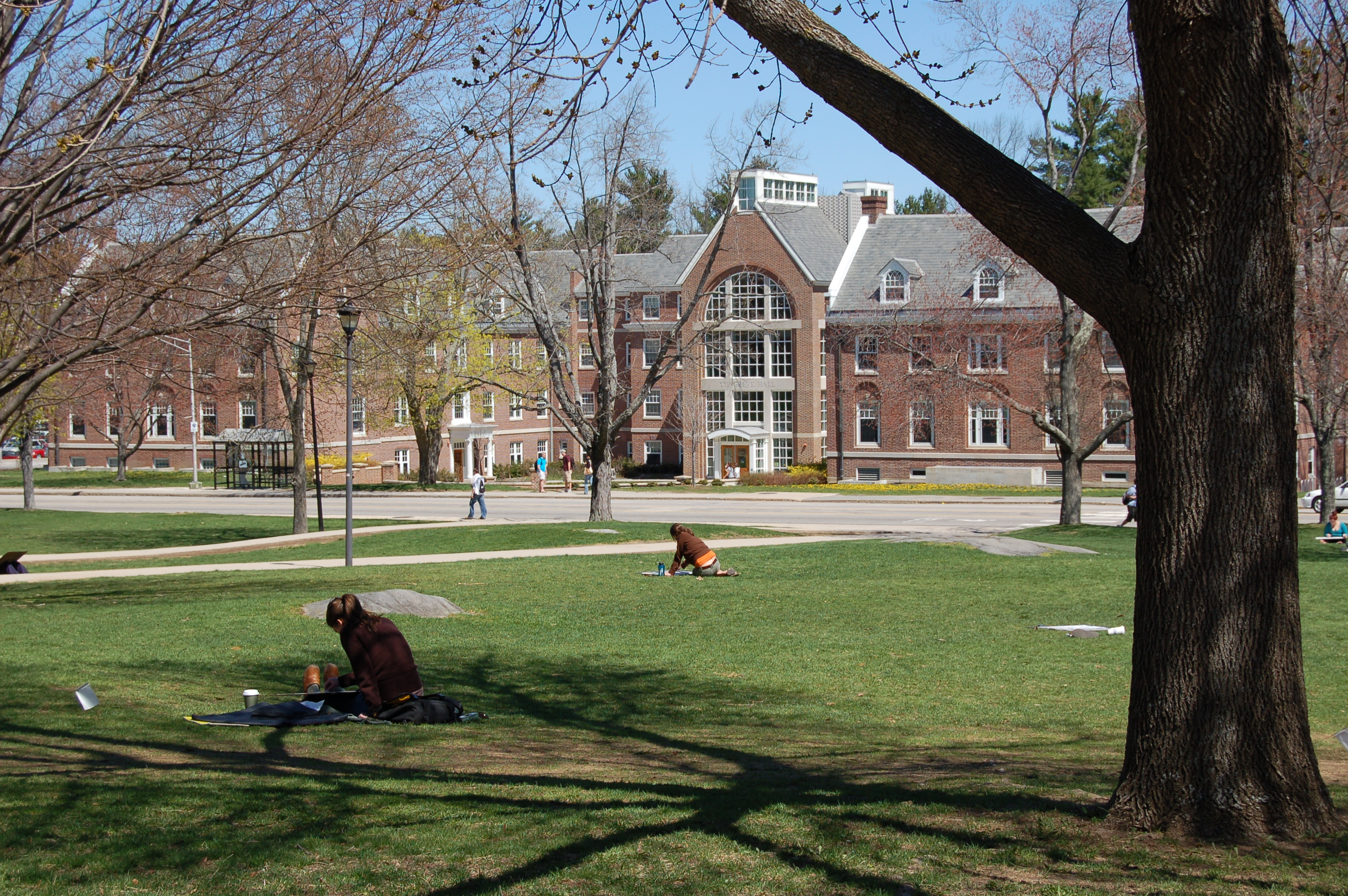
Конґрів Холл
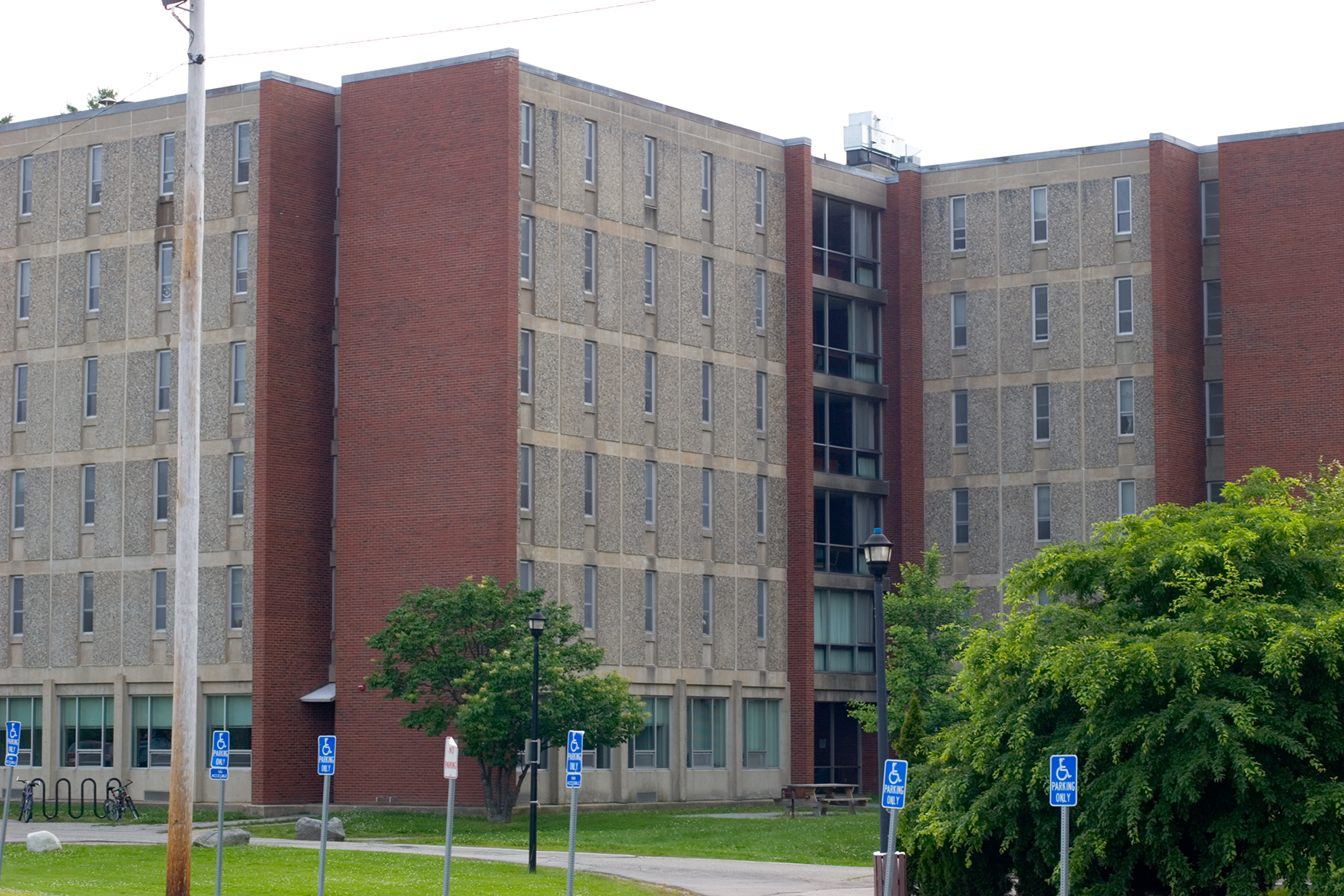
Бебкок Холл
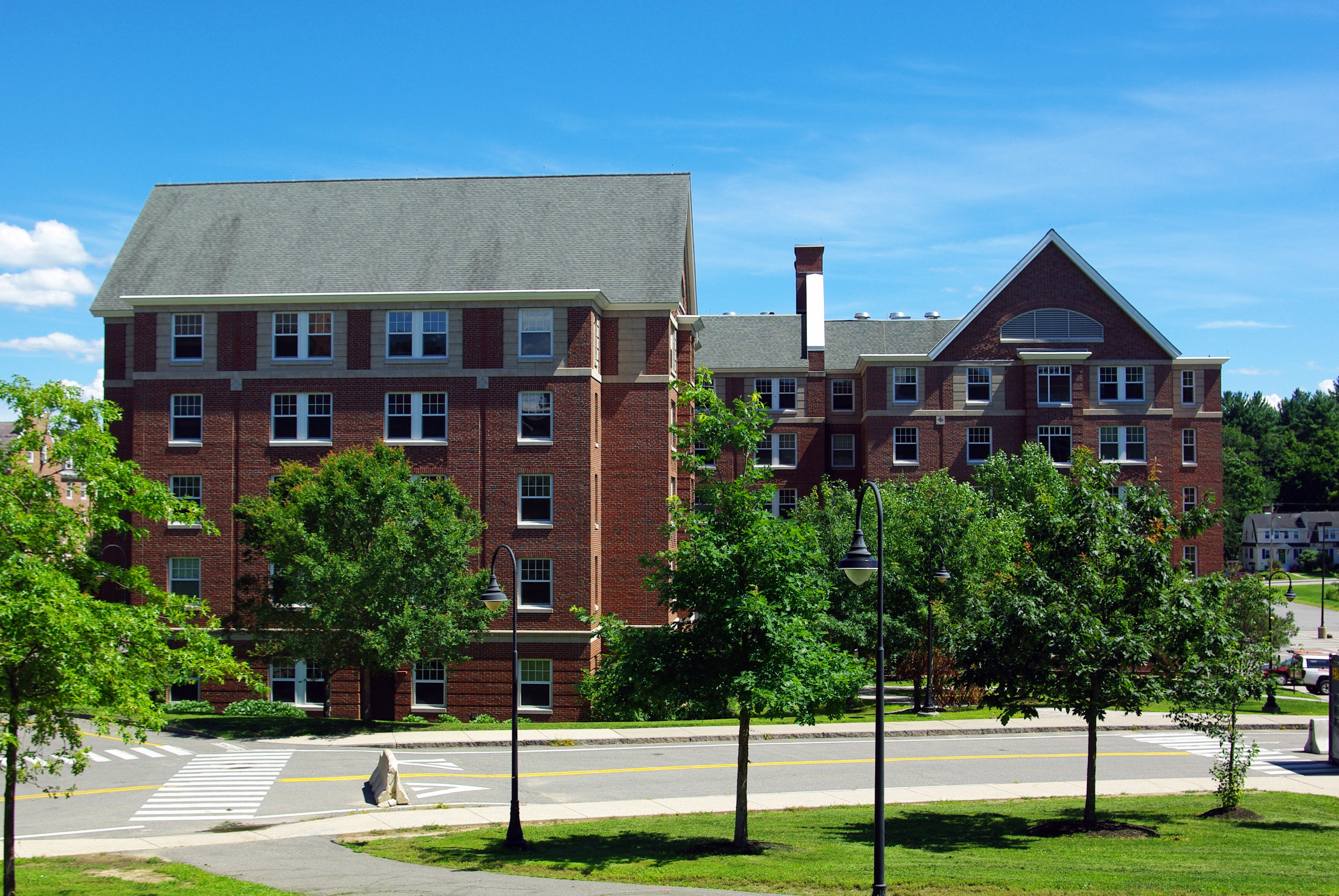
Міллс Холл
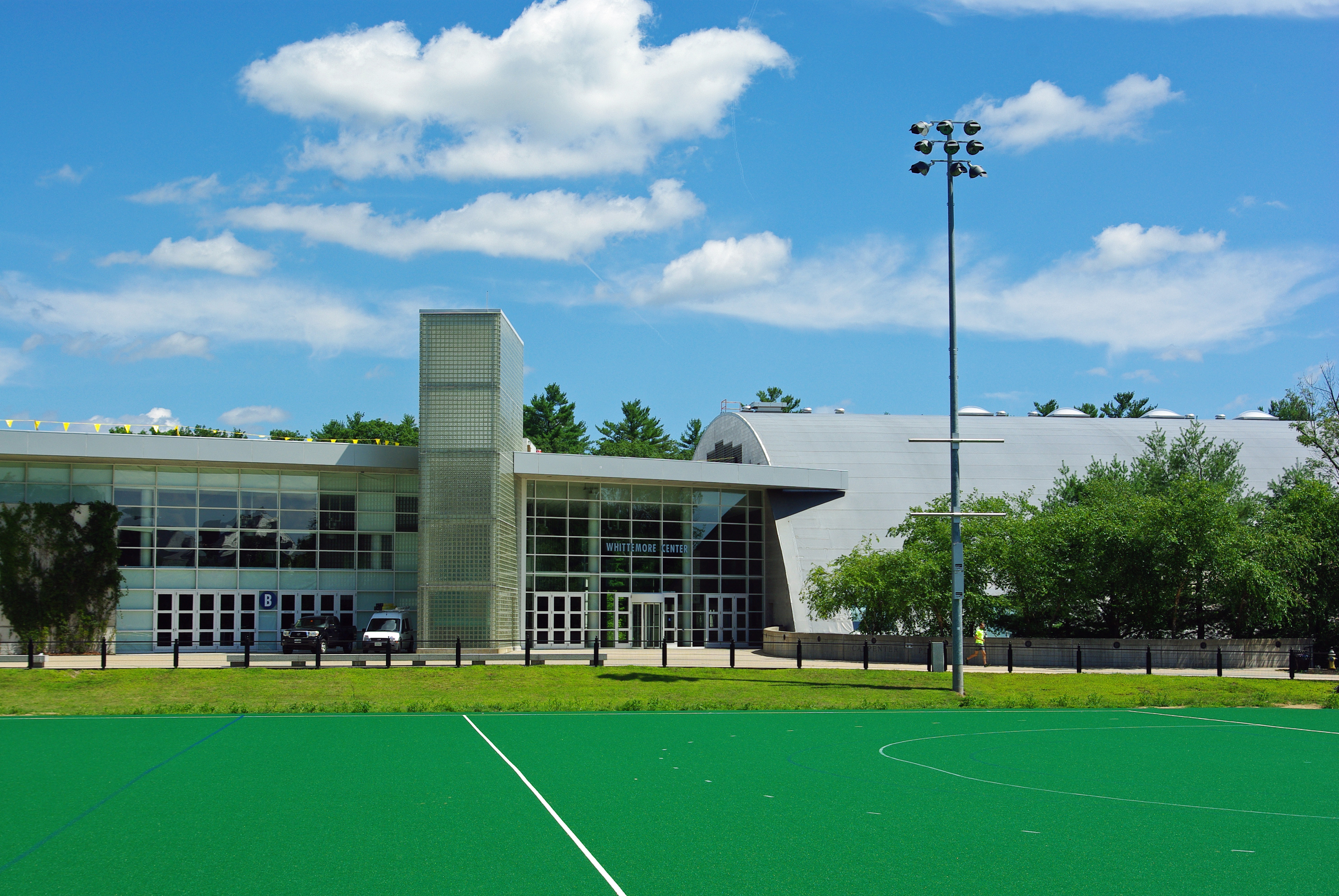
Вайтмур Центр
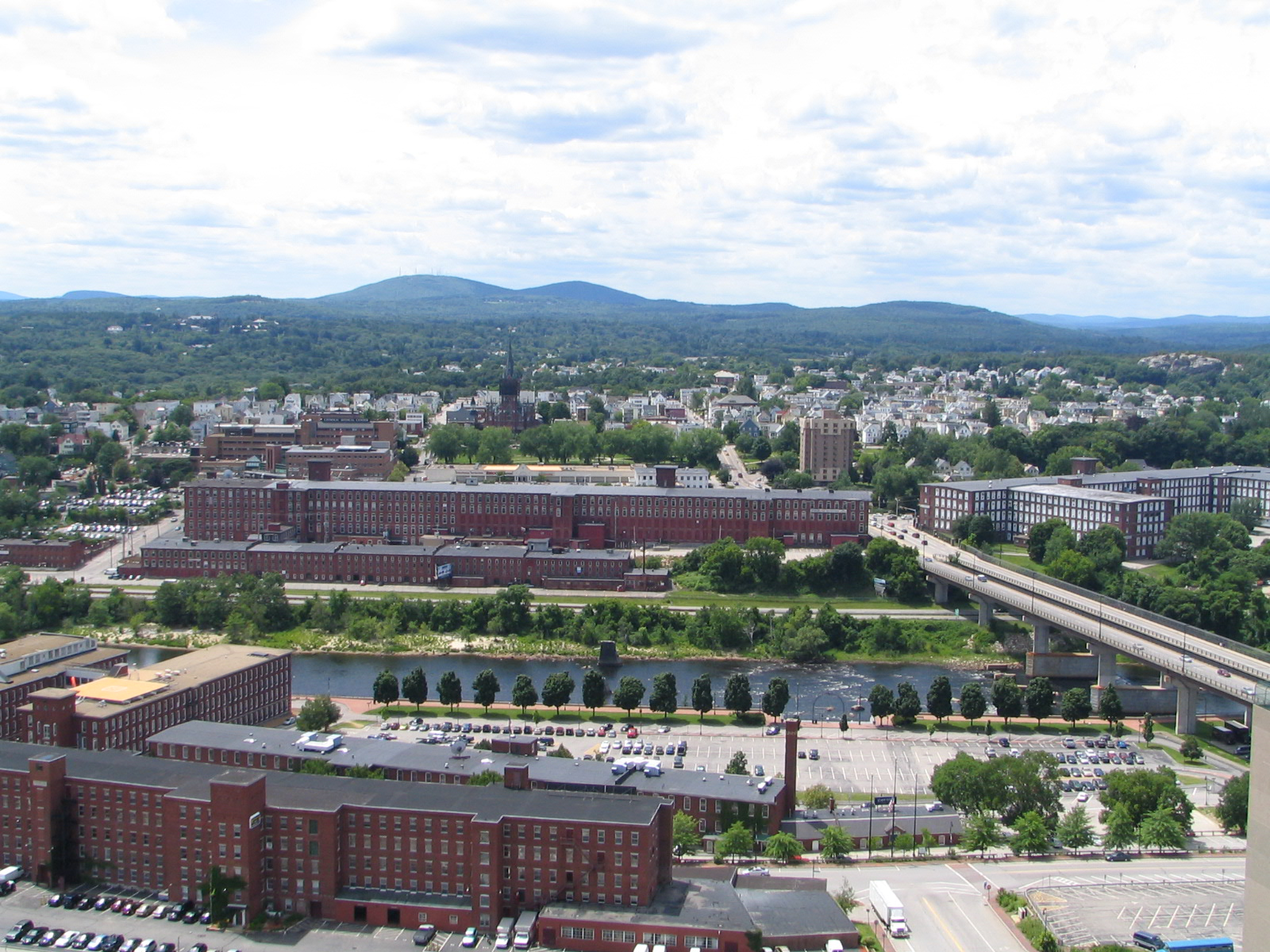
Амоскіг Мілл'ярд